# Australian Faunal Directory
De Australian Faunal Directory (AFD) is een online-catalogus met taxonomische en biologische informatie over Australische diersoorten. Het programma is opgezet door het Department of Climate Change, Energy, the Environment and Water van de Australische regering. Op 12 mei 2021 heeft de Australian Faunal Directory informatie verzameld over 126.442 soorten en ondersoorten. De catalogus bevat de gegevens van de Zoological Catalogue of Australia (beëindigd) en wordt regelmatig bijgewerkt. In de jaren tachtig werd aan de catalogus begonnen, waarbĳ ten doel werd gesteld een lijst van de hele Australische fauna, inclusief gewervelde terrestrische dieren, mieren en zeefauna samen te stellen en een Australisch biotaxonomisch informatiesysteem te creëren.